# Brygada Kawalerii „Wilno”
Brygada Kawalerii „Wilno” – wielka jednostka kawalerii Wojska Polskiego II RP.
Powstała w wyniku reorganizacji jednostek kawalerii w latach 30. XX wieku na bazie oddziałów z 3 Samodzielnej Brygady Kawalerii. Sztab brygady stacjonował w Wilnie.

## Dowódcy
- gen. bryg. Marian Roman Przewłocki

## Skład
- 4 pułk ułanów
- 13 pułk ułanów
- 23 pułk ułanów
- 3 dywizjon artylerii konnej
- 3 szwadron pionierów „Wilno”